# Andreis
Andreis es una comuna italiana de 289 habitantes de la provincia de Pordenone en Friuli-Venecia Julia. En el pueblo se encuentra el Museo de arte y cultura campesina.

## Evolución demográfica
| Gráfica de evolución demográfica de Andreis entre 1861 y 2001 |
|                                                               |
| Fuente ISTAT - Gráfica elaborada por Wikipedia                |